# 山田弘子
山田 弘子（やまだ ひろこ、1934年8月24日 - 2010年2月7日）は、兵庫県出身の俳人。

## 生涯
和田山町（現朝来市）生。12歳より但馬生徒児童文芸誌「草笛」にて俳句に親しむ。1970年、本格的に俳句を志し「ホトトギス」「木兎」に投句。高浜年尾、稲畑汀子に師事。1981年「ホトトギス」同人。1995年、「円虹」を創刊・主宰。1999年より、宮古島に年1・2回通い子供たちの俳句を指導。1991年・2008年に第2回及び第19回日本伝統俳句協会賞受賞。2002年、兵庫県文化賞受賞。2010年2月7日心不全により死去。
代表句に「みな虚子のふところにあり花の雲」など。娘の山田佳乃も俳人で、弘子の没後「円虹」主宰を継いだ。

## 著書
- 蛍川
- こぶし坂
- 懐
- 春節
- 草蝉
- 残心
- 月の雛
- 夜光杯（自解句集）
- 空ふたつ（句文集）
- 草摘（随筆集）
- 花神俳句館 山田弘子
- 現代俳句文庫 山田弘子句集
- 山田弘子全句集